# Frederyko
Frederico Mendonça de Oliveira, mais conhecido como Frederyko ou Fredera (Rio de Janeiro, 20 de maio de 1945), é um músico, pintor e compositor brasileiro.
Foi o guitarrista solo da banda Som Imaginário, uma das bandas que integrou, além de acompanhar diversos artistas da musica brasileira. Hoje, reside na cidade de Alfenas no sul de Minas Gerais.
Ao longo de sua trajetória, atuou com vários artistas, como Gal Costa, Gilberto Gil, Caetano Veloso, Raul Seixas, Marcos Valle, Beto Guedes, Ivan Lins e Gonzaguinha.
Tem canções gravadas por Marcos Valle ("Paisagem de Mariana", no LP Vento sul, de 1972), Maricenne Costa ("É paciência é tentação", no LP Maricenne Costa, de 1980) e Roupa Nova ("Sábado", no LP Roupa Nova, de 1982).

## Biografia
Fredera nasceu no bairro da Tijuca, no Rio de Janeiro (RJ). Seu pai, Manuel José de Oliveira, foi um funcionário público que "arranhava um violão". Sua mãe, Nilza Mendonça de Oliveira, tinha o dom do canto. Fredera nunca estudou em um conservatório ou qualquer instituição de ensino musical, a despeito das tentativas de sua mãe. Enquanto ainda era criança, ele começou a estudar a música através do rádio, ouvindo jazz e música erudita.
Iniciou sua carreira profissional em 1968. Nessa época, tornou-se amigo de Milton Nascimento, Wagner Tiso e Marilton Borges, com quem viria a fazer parte do Clube da Esquina. Ainda em 1968, forma com José Roberto Bertrami (depois Azymuth) e Robertinho Silva (depois Som Imaginário) um trio para tocar no Canecão, Rio de Janeiro.
Em 1968 e 1969, integrou, juntamente com Nonato Buzar, os músicos Edinho Trindade, Camarão, José Roberto Bertrami, Alex Malheiros, Victor Manga, Marcio Montarroyos, Raul de Souza e Chacal, e as cantoras Regininha, Dorinha Tapajós e Málu Ballona, o conjunto A Turma da Pilantragem, com o qual lançou dois LPs homônimos, um 1968 e outros em 1969, e álbum A Turma da Pilantragem Internacional em 1969.
Na década de 1970, fez parte do grupo Som Imaginário, com o qual se apresentou em shows, e lançou os LPs Som Imaginário (1970), Som Imaginário (1971) e Matança do Porco (1973). O grupo registrou as seguintes composições de sua autoria: "Pantera" (com Fernando Brant), "Sábado" e "Nepal", no LP Som Imaginário, de 1970; "Gogó (O alívio rococó)" e "A nova estrela", ambas com Wagner, "Cenouras", "Ascenso" (com Fernando Brant), "Salvação pela macrobiótica" e "Xmas blues", no LP Som Imaginário, de 1971. Também com o grupo, acompanhou Milton Nascimento em vários discos e shows nacionais e internacionais.
Em 1981, lançou o LP Aurora Vermelha (Som da Gente), contendo suas composições "Aurora vermelha", "Músico viajante-revelações", "Um bolerésio (Para Tenório Jr, no céu)", "Clara, cheia de luz", faixa que contou com a participação de Gonzaguinha, "Pequeno poema libertário (Para guitarra, cuíca e piano acústico)" e "O horizonte nos olhos de Manu". Com o álbum, conquista o maior número de prêmios alcançado por um disco instrumental até então no Brasil, estando entre as premiações e indicações os prêmios PCA e o Jazz Paul.
Em 1984, mudou-se para Alfenas, onde passou a atuar também nas áreas de artes plásticas, literatura e o jornalismo.
Em 1990, funda a Preservation Music Orchestra, reunindo músicos locais para trabalhar com um repertório que vai de Glenn Miller a Tom Jobim, passando por Henry Mancini e pela dupla Durval Ferreira e Maurício Einhorn. O projeto dura até 1991.
Em 1997, grava o disco Fredera e Nenê com o quinteto de jazz, composto por Osmar Barutti (piano), Paulinho Oliveira (saxofones), Lito Robledo (baixo) e William Caram (bateria), e participação do violonista Paulinho Nogueira.
Em 1999, lança o livro O Crime contra Tenório, que traz levantamento histórico sobre os fatos que levaram ao desaparecimento do músico Francisco Tenório Jr. em Buenos Aires.
Em maio de 2022, participa do single "Sábado", regravação da música que abriu o lado B do LP Som Imaginário, gravado pelo cantor e baixista mineiro Tutuca, seu filho.